# Балакірєв Милій Олексійович

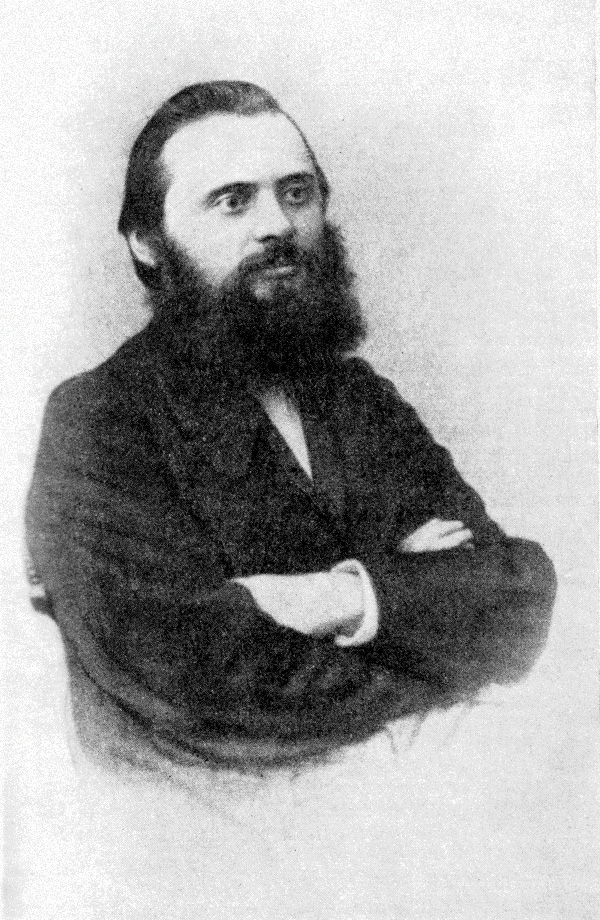
М. Балакірєв, 1860-ті роки

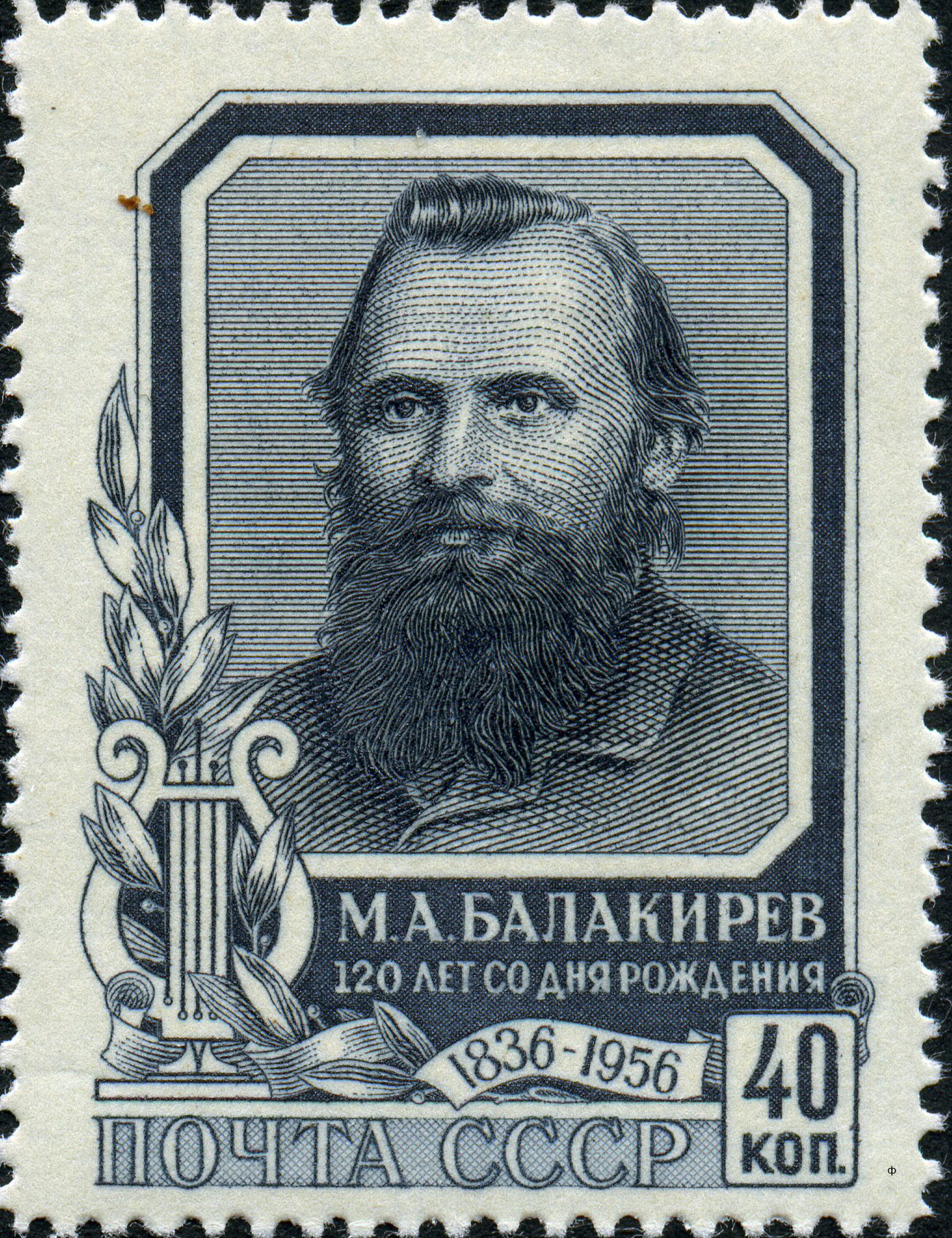
Поштова марка СРСР, присвячена 120-річчю Балакірєва

Ми́лій Олексійович Бала́кірєв, трапляється також написання Мі́лій Олексійович Бала́кірев (рос. Милий Алексеевич Балакирев; 21 грудня 1836 (2 січня 1837) — 16 (29) травня 1910) — російський композитор, піаніст, диригент, музично-громадський діяч. Очолював «Нову російську музичну школу» («Могутню купку»).

## Життєпис
Народився в Нижньому Новгороді в сім'ї чиновника. Навчався в Казанському університеті (математичний факультет). Широкі знання з музики здобув головним чином шляхом самоосвіти. Музичні нахили проявилися дуже рано. Мати відвезла його до Москви до відомого піаніста Дюбюка. Але через матеріальну скруту заняття в Москві було недовгим. Повернувся до Нижнього Новгорода, де брав уроки музики у диригента оркестру місцевого театру Карла Ейзріха. Волзькі пісні пробудили у дитини любов до народної творчості.
1855 року Балакірєв зустрівся в Петербурзі з Михайлом Глінкою, який високо цінував його талант. Глинка переконав молодого музиканта присвятити себе композиції в національному дусі. 1856 року Балакирев дебютував у столиці як піаніст і диригент.
Ідейне виховання Балакірєва та формування його естетичних поглядів відбувалися під впливом передового демократичного руху 50—60-х рр., а також дружби з художнім критиком Володимиром Стасовим. Великий музичний талант, широка ерудиція і прогресивні погляди Балакирева сприяли високому авторитету його серед молоді, що об'єднувалась навколо нього і Стасова. Балакирев і «балакиревський гурток» ставили перед собою завдання творити музику, основану на глибокій ідейності, народності та реалізмі. 1862 року Балакирев організував безплатну музичну школу, якою керував до початку 70-х років. У 1867-69 роках був головним диригентом Російського музичного товариства.
Балакірєв сприяв популяризації опер Михайла Глінки: 1866 року в Празі диригував оперою «Іван Сусанін», 1867 року там же керував постановкою опери «Руслан і Людмила».
У 70-ті роки Балакірєв йде з Безкоштовної музичної школи, перестає писати, концертувати, пориває з членами гуртка. 6 липня 1872 року він почав працювати рядовим службовцем у конторі Варшавської залізниці. У цей час він готувався піти в монастир, але стараннями священика Івана Верховського не здійснив свій задум. Лише на початку 80-х років він повернувся до музичної діяльності. У 1881—1908 роках він знову очолював безплатну музичну школу і одночасно (1883—1994) був керівником Придворної співацької капели.
Мілій Олексійович Балакірєв помер у Санкт-Петербурзі 29 травня 1910 року. Похований на Тихвинському цвинтарі Олександро-Невської лаври.

## Творчість
Творчості Балакірєва характерна програмність, виразність та барвистість музичної мови. Серед його творів — «Увертюра на теми трьох російських народних пісень» (1858), увертюра на три російські теми «Тисяча літ», 1862 (в пізнішій ред. — «Русь»), дві симфонії (1898, 1908), концерт для фортепіано з оркестром (закінчений Сергієм Ляпуновим) та ін. Балакирев використовував також кавказькі мелодії (фантазія «Ісламей» для фортепіано, 1869; симфонічна поема «Тамара» за Лермонтовим, 1882; романси) і звертався до музики слов'янських народів (увертюра «В Чехії», 1867; «Шопеніана», 1908). Велике значення мають видані Балакірєвим дві збірки російських народних пісень (1866, 1900).

## Список творів

### Оркестрові твори
- «Король Лір» (Музика до трагедії Шекспіра)
- «Увертюра на теми трьох російських пісень»
- «Увертюра на тему іспанського маршу»
- «У Чехії» (симфонічна поема на три чеські народні пісні)
- «1000 років» («Русь»), симфонічна поема
- «Тамара» (симфонічна поема)
- Перша симфонія C-dur
- Друга симфонія d-moll
- Сюїта, складена з 4 п'єс Шопена

### Романси і пісні
«Три забытых романса» (1855)
- «Ты пленительной неги полна» (А. Головінський)
- «Звено» (В. Туманський)
- «Испанская песня» (М. Михайлов)

«Двадцать песен» (1858—1865)
- «Колыбельная песня» (А. Арсеньєв)
- «Взошёл на небо месяц ясный» (М. Япенич)
- «Когда беззаботно, дитя, ты резвишься» (К. Вільде)
- «Рыцарь» (К. Вільде)
- «Так и рвётся душа» (О. Кольцов)
- «Приди ко мне» (О. Кольцов)
- «Песня Селима» (М. Лермонтов)
- «Введи меня, о, ночь» (А. Майков)
- «Еврейская мелодия» (М. Лермонтов з Байрона)
- «Исступление» (О. Кольцов)
- «Отчего» (М. Лермонтов)
- «Песня золотой рыбки» (М. Лермонтов)
- «Песня старика» (О. Кольцов)
- «Слышу ли голос твой» (М. Лермонтов)
- «Грузинская песня» (О. Пушкін)
- «Сон» (М. Михайлов з Гейне)

«Десять песен» (1895—1896)
- «Над озером» (А. Голенищев-Кутузов)
- «Пустыня» (О. Жемчужников)
- «Не пенится море» (О. Толстой)
- «Когда волнуется желтеющая нива» (М. Лермонтов)
- «Я любила его» (О. Кольцов)
- «Сосна» (М. Лермонтов з Гейне)
- «Nachtstiick» (О. Хом'яков)
- «Как наладили» (Л. Мей)
- «Среди цветов поры осенней» (І.Аксаков)
- «Догорает румяный закат» (В. Кульчинський)

«Десять песен» (1903—1904)
- «Запевка» (Мей)
- «Сон» (Лермонтов)
- «Беззвёздная полночь дышала прохладой» (О. Хом'яков)
- «7-е ноября» (А. Хомяков)
- «Я пришёл к тебе с приветом» (А. Фет)
- «Взгляни, мой друг» (В. Красов)
- «Шёпот, робкое дыханье» (А. Фет)
- «Песня» (М. Лермонтов)
- «Из-под таинственной холодной полумаски» (М. Лермонтов)
- «Спи» (О. Хом'яков)

«Два романса» (1909)
- «Заря» (О. Хом'яков)
- «Утёс» (М. Лермонтов)

- Спи (О. Хом'яков)
- Зоря (О. Хом'яков)
- Утёс (М. Лермонтов)
- Збірник російських народних пісень (40) для одного голосу з фортепіано

### Фортепіанні твори
- «Іслам»
- Соната b-moll
- Колискова пісня
- Капріччо
- Пісня рибалки
- Думка
- Фантастична п'єса. Прядка.
- Пісня гондольєра. Гумореска
- Експромт на теми двох прелюдій Шопена
- Сім мазурок
- Іспанська мелодія
- три ноктюрни
- Новелета
- Мрії
- Три скерцо
- Іспанська серенада
- Тарантела
- Токата
- Полька
- В саду (Ідилія)
- Меланхолійний вальс
- Бравурний вальс
- Вальс-експромт
- Сім вальсів
- Ескізи, Tyrolienne
- Концерт Es-dur для фортепіано з оркестром

### Обробки, що мають значення як самостійні твори
- Фантазія на теми опери «Іван Сусанін»
- Транскрипція на «Жайворонка» Глінки
- Транскрипція на «Арагонську піхоту» Глінки
- Транскрипція на «Ніч в Мадриді» Глінки
- Вступ до «Втечі до Єгипту» Берліоза
- Неаполітанська пісня Ф. Ліста
- «Не говори», романс Глінки
- Berceuse В. Одоєвського
- Каватина з квартету Бетховена, ор. 130
- Романс з концерту Шопена, ор. 11
- Увертюра до опери «Ундіна» А. Львова
- Два вальс-капризи (перекладення вальсів О. С. Танєєва)

Для фортепіано в 4 руки
- Збірник 30 російських пісень
- Сюїта: а) Полонез, б) Пісенька без слів, в) Скерцо

Для двох фортепіано в 4 руки
- Бетховен. Квартет ор. 95, f moll

### Для віолончелі з супроводом фортепіано
- Романс

### Хорові твори
- Колискова пісня (для жіночих або дитячих голосів з супроводом малого оркестру або рояля),
- Дві билини для змішаного 4-х голосного хору: а) Микита Романович, б) Королевич з Кракова
- Кантата на відкриття пам'ятника Глінці
- Мазурка Шопена (перекладення для змішаного хору a capella, слова Л. Хом'якова)